# Microlepidotus
Microlepidotus – rodzaj ryb z rodziny luszczowatych.

## Klasyfikacja
Gatunki zaliczane do tego rodzaju:
- Microlepidotus brevipinnis
- Microlepidotus inornatus